# Присталенко Віктор Олександрович
Віктор Олександрович Присталенко (нар. 13 липня 1935, Костянтинівка) — український живописець; член Національної спілки художників України.

## Біографія
Народився 13 липня 1935 року в місті Костянтинівці (тепер Донецька область, Україна). 1967 року закінчив Київський художній інститут, де навчався у Михайла Хмелька. Член КПРС з 1968 року.
Живе у Києві, в будинку на Воскресенському проспекту № 14, квартира 69.

## Творчість
Працював у галузі тематичної картини і портрета. Серед робіт:
- «Комбайнер» (1966);
- «Солдатки» (1968);
- «Портрет дівчини» (1968);
- «З батьком у полі» (1969);
- «Портрет шахтаря М. Сергєєва» (1970);
- «Травень 1945» (1971).